# Медаль Заморских территорий
Медаль Заморских территорий (фр. Médaille d’Outre-mer) — государственная награда Франции. 
Учреждена 6 июня 1962 г. (указ № 62-660 Министра обороны Франции) для французских военнослужащих за успешную оперативную службу вне пределов страны, на территориях бывших колоний, начавших процесс деколонизации. Награда заменила устаревшую версию медали «За службу в колонии» («Колониальная медаль»), т.к. предыдущая версия уже не соответствовала действительному положению отношений между метрополией и ее бывшими колониями. Медаль присуждалась в одном классе. Существовала и миниатюрная версия награды.

## Описание медали
Медаль Заморских территорий внешним видом полностью повторяет Колониальную медаль, с заменой надписи на обороте. Эскиз медали в 1893 году создал художник флота Мари Николя Солнье де ля Пинеле, гравёр — Жорж Лемер. В 1914 году рисунок медали был переработан гравёром Эмилем Эдмоном Линдайё.
Медаль в форме диска диаметром 30 мм. С лицевой стороны профильное погрудное изображение Марианны в доспехе и шлеме, увенчанном лавровым венком. По краю — надпись «REPUBLIQUE FRANCAISE». На оборотной стороне в центре изображение земного шара с координатными линиями, наложенного на трофей (поверх лавровых ветвей, перевязанных внизу верёвкой, наложены перекрещенные знамёна, шпаги, алебарды, два пушечных ствола и один якорь). В нижней части по окружности надпись «MEDAILLE D’OUTRE MER».
В верхней части диска имеется поперечное ушко для крепления к промежуточному звену в виде двух лавровых ветвей, соединных скобой для крепления к ленте медали.
Медаль изготавливается из серебра, посеребрённой бронзы или белого металла.
Лента медали шёлковая муаровая голубая, шириной 36 мм. По центру — белая полоса шириной 7 мм, по краям две белые полоски шириной по 2 мм каждая, в 1 мм от края.
На ленту крепятся прямоугольные, позолоченные или жёлтого металла планки, с бортиком и указанием географической местности, за службу на территории которой вручена медаль.

## Пристежки
К награде могли прилагаться пристежки (от одной до четырнадцати) индифицирующие географический ареал пребывания в местности (Учреждаются Министром обороны Французской Республики).
- TCHAD (Чад)
- LIBAN (Ливан)
- ZAIRE (Заир)
- MAURITANIE (Мавритания)
- ORMUZ (Ормуз)
- MOYEN-ORIET (Ближний Восток)
- SOMALIE (Сомали)
- CAMBODGE (Камбоджа)
- RWANDA (Руанда)
- REPUBLIGUE CETRAFRICAINE (Центрально — Африканская Республика)
- REPUBLIQUE DU CONGO (Республика Конго)
- REPUBLIQUE DE COTE D’IVOIRE (Республика Кот — д’Ивуар)
- REPUBLIQUE DEMOCRATIQUE DU CONGO (Демократическая Республика Конго)
- SAHEL (Сахель)